# Delicioso
Delicioso (título original en francés: Délicieux) es una película belga-francesa de 2021, escrita y dirigida por Éric Besnard.

## Argumento
En 1789, antes de la Revolución Francesa, Pierre Manceron (Grégory Gadebois) es el cocinero de un aristócrata gastronómico. Despedido por reclamar una parte de libertad creativa en estos platos, se instala en la casa abandonada de su padre con Jacob (Christian Bouillette), un amigo de la familia, y con su hijo, Benjamin (Lorenzo Lefèbvre). El tiempo pasa y pierde su motivación culinaria. Una mujer (Isabelle Carré) viene a ofrecerse como aprendiz.Ella le devolverá la pasión por la cocina y además, le ayuda a abrir el primer restaurante en Francia y en el mundo.

## Reparto
- Grégory Gadebois com a Pierre Manceron
- Isabelle Carré com a Louise / marquesa de la Varennes
- Benjamin Lavernhe com a duc de Chamfort
- Guillaume de Tonquédec com a Hyacinthe, l'intendent del duc
- Lorenzo Lefèbvre com a Benjamin Manceron
- Christian Bouillette com a Jacob
- Marie-Julie Baup com a marquesa de Saint-Genet
- Jérémy Lopez com a marquès de Fourvière
- Antoine Gouy com a marquès de Croisic
- Manon Combes com a Francine
- Laurent Bateau com a Dumortier
- Gilles Privat com a bisbe
- Christophe Rossignon com a lacai de les espelmes
- Félix Fournier com a dependent que posa canyella
- François de Brauer com a marquès de Frigoli
- Benjamin Lhommas com a marquès dels Essais
- Chloé Astor com a mestressa del duc
- Louise Rossignon com a primera marquesa
- Maxime Mansion com a l'amic de Dumortier

## Producción

### Distribución de los papeles
En junio de 2019, tras la búsqueda de 200 extras y figurantes en San Flor, se hizo saber que Isabelle Carré y Grégory Gadebois formarían parte del rodaje de la película. Los cocineros Thierry Charrier, director de cocina del Quai d'Orsay, y Jean-Charles Karmann, asesor culinario, participaron en el asesoramiento del equipo de filmación sobre cómo perfeccionar platos del XVIII para que fueran más ceñidos a la historia.

### Rodaje

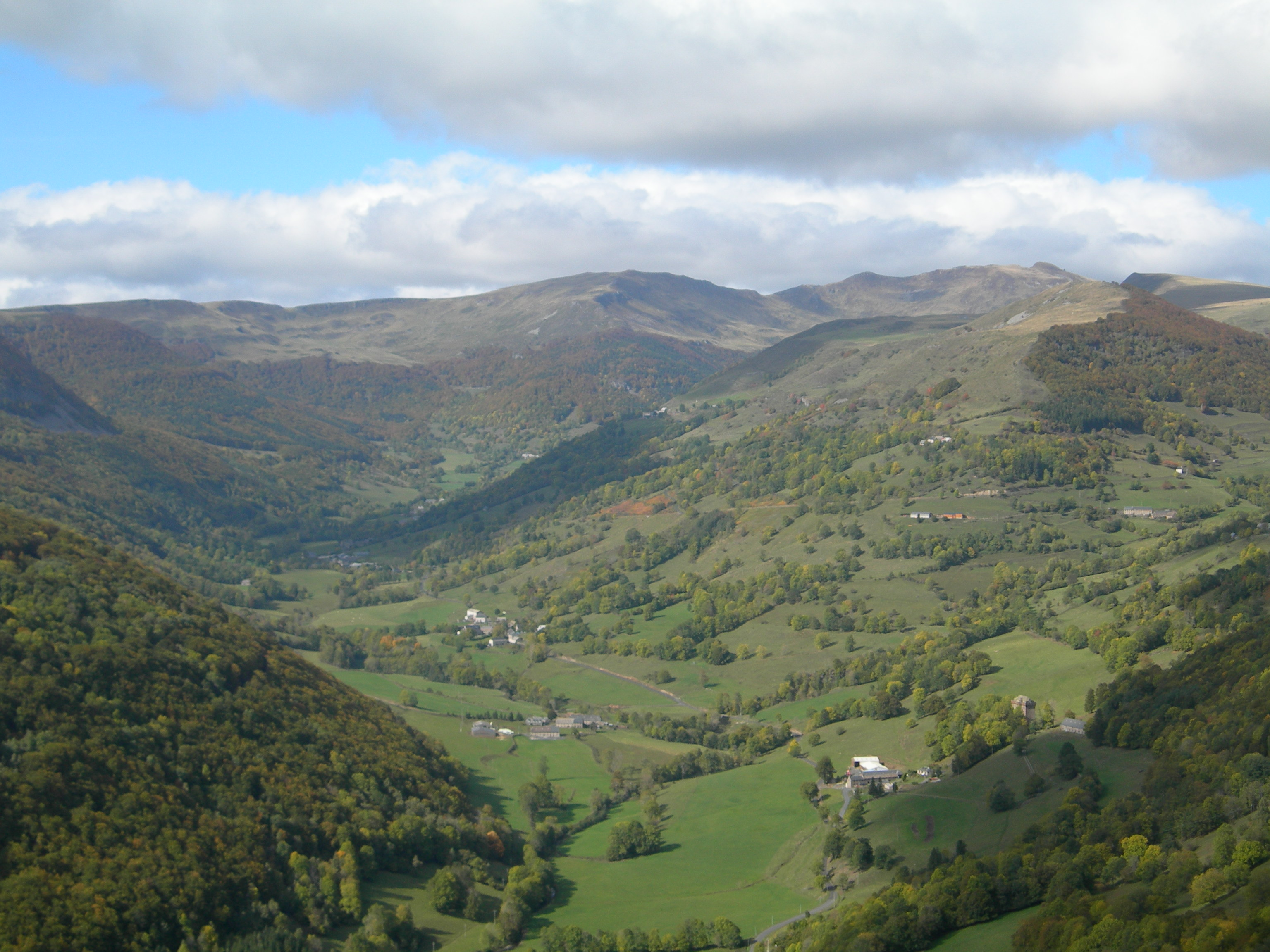
Vista del valle de Breson.

El rodaje tuvo lugar entre el 16 de septiembre y el 25 de octubre de 2019, a más de 1000 metros de altitud, en Breson, en el Cantal.  También tuvo lugar en Conques de Roerga, en octubre, para las escenas de la rue de la Puerta de Fer y de la abadía de Santa Fe de Concas. Durante el rodaje, participaron 3250 actores y actrices principales, secundarios y figurantes.  La iluminación está inspirada en el pintor francés Jean Siméon Chardin.

### Música
La música de la película fue compuesta por Christophe Julien, a propuesta del director Éric Besnard.
1. Délicieux (3:28)
2. Le repas (1:07)
3. Les saisons (3:11)
4. L'exil (1:23)
5. L'éveil des sens (1:04)
6. La renaissance (3:44)
7. Le miroir de nos vies (1:58)
8. Les gourmets (2:16)
9. Elégance du geste (2:05)
10. Le poison (1:32)
11. La veillée (1:39)
12. Le temps d'une vie (1:03)
13. Le restaurant (1:38)
14. Passer et ne jamais revenir (1:45)
15. Vous me le paierez (3:37)
16. 1789 (3:09)
17. Délicieux (générique fin) (5:54)

## Premios y nominaciones
XLVII Premios César
| Categoría                | Candidato         | Resultado |
| ------------------------ | ----------------- | --------- |
| César al mejor vestuario | Madeline Fontaine | Nominada  |
| César al mejor decorado  | Bertrand Seitz    | Nominado  |

I Saraqusta Film Festival
| Categoría                                      | Candidatos                                     | Resultado |
| ---------------------------------------------- | ---------------------------------------------- | --------- |
| Dragón de Oro al mejor largometraje de ficción | Dragón de Oro al mejor largometraje de ficción | Ganador   |
| Dragón de Plata al mejor guion                 | Eric Besnard y Nicolas Boukhrief               | Ganadores |